# Batalla de Nèmea
La batalla de Nèmea (394 aC) va ser una batalla de la Guerra de Corint entre Esparta i les ciutats aliades d'Argos, Atenes, Corint i Tebes. La batalla va transcórrer en territori corinti, en el llit sec del riu Nèmea.
La batalla va ser una victòria espartana decisiva que, juntament amb la batalla de Coronea d'aquell mateix any va servir per donar a Esparta l'avantatge en els primers combats al territori de la península grega.

## Preludi
Les hostilitats de la Guerra de Corint van començar a 395 aC amb saquejos al nord-oest de Grècia, que eventualment van portar a un xoc entre Esparta i Tebes en la batalla de Haliartos, que va acabar en victòria tebana. Després d'aquesta batalla Atenes, Tebes, Corint i Argos es van unir per formar una aliança contra Esparta, amb les seves forces dirigides per un consell a Corint.
A 394 aC, el consell va reunir les seves forces a Corint. Un exèrcit espartà comandat per Aristodem d'Esparta, el guardià del rei nen Agesípolis I, va ser enviat al nord des Esparta per enfrontar-se als aliats. L'exèrcit aliat, mentrestant, esperava a Corint, mentre que el consell debatia sobre qui hauria d'estar al comandament. Abans que s'arribés a una decisió, l'exèrcit espartà va arribar al seu territori, cremant i saquejant tot el que es trobava al seu pas. Els aliats van sortir a l'encontre dels espartans, i els dos exèrcits es van trobar prop del llit sec del riu Nèmea.

## Batalla
L'exèrcit espartà estava compost per entre uns 18.000 i 19.000 hoplites, més una sèrie de tropes lleugeres associades. Dels hoplites, 6.000 eren espartans, i la resta procedien d'altres estats de la Lliga del Peloponnès. En el bàndol aliat havia uns 24.000 hoplites, més les tropes lleugeres associades. Tebes, Atenes i Argos aportaven cada una al voltant d'un quart de les tropes.
Els espartans i els seus aliats es van alinear per a la batalla amb els espartans a la dreta i els aliats a l'esquerra. La coalició no tenia molt clar com col·locar: els atenencs volien alinear a la dreta, però al final van accedir a les demandes dels beocis de prendre el costat esquerre, mentre que ells s'anirien a la dreta. Això significa que els atenencs s'enfrontarien amb els espartans, i els altres aliats s'enfrontarien als aliats d'Esparta.
A mesura que les dues falanges s'acostaven, totes dues es van desplaçar a la dreta (això era una cosa molt comuna en les batalles d'hoplites, pel fet que portaven l'escut al braç esquerre, de manera que els homes es movien cap a la dreta per aconseguir la protecció de l'escut del soldat al seu costat a la vegada que la del seu propi). Aquest desplaçament suposava que quan es van trobar els exèrcits, tots dos sobrepassaven al flanc esquerre del seu enemic. Conseqüentment, el flanc dret de tots dos exèrcits va resultar victoriós, mentre que ambdós flancs esquerre van ser derrotats.
Els espartans, un cop van derrotar els atenencs, es van girar per enfrontar-se als soldats de l'ala dreta dels aliats, que estaven perseguint els aliats espartans. La falange espartana va arribar primer als arguelaus, després als corint, i finalment als beocis, infligint greus pèrdues a tots ells. En acabar la batalla els espartans havien causat 2.800 baixes, mentre que havien patit només 1.100.

## Esdeveniments posteriors
Encara que els espartans van controlar el combat en camp obert, no van ser capaços de travessar fins a Corint i arribar a la Grècia central. Per això van decidir tornar a Esparta. L'exèrcit aliat, després d'una sèrie de mesos d'inactivitat, va tornar a enfrontar-se a Esparta a Coronea més tard aquell mateix any. Aquestes dues batalles van suposar les úniques batalles a gran escala en terra que es durien a terme a la guerra, que va durar fins al 386 aC